# 알렉산드르 바실렙스키
알렉산드르 미하일로비치 바실렙스키(러시아어: Алекса́ндр Миха́йлович Василе́вский, 1895년 9월 30일 ~ 1977년 12월 5일)는 소련의 군인이다. 1943년 소비에트 연방원수까지 승진했다. 그는 소련군 총참모장과 국방 장관 대리를 하였으며 1949년부터 1953년까지 국방 장관을 역임하였다. 제2차 세계 대전에서 그는 총참모장으로서 스탈린그라드 반격에서부터 동프로이센 공세까지 소련의 결정적인 공세를 입안했다.
바실렙스키는 사제의 아들로 태어났다.(러시아 정교에서는 사제의 결혼이 허용된다.) 이후 농업 전문가가 되기 위해 공부를 시작했으나, 제1차 세계 대전에 군문에 진입, 1917년에는 대위까지 승진했다. 10월 혁명이 발발하고 러시아 내전이 시작되자 적군에 징집되어 소련-폴란드 전쟁에 참전하였다. 전쟁후에 그는 빠른 승진을 하여 1930년에는 여단장이 되었다. 이 자리에서 그는 부대의 조직과 훈련에 탁월한 능력을 보여주었다. 이런 능력은 간과되지 않아서 군사훈련위원회의 위원이 되었다. 1937년 스탈린의 대숙청 후에 그는 참모본부의 간부가 되었다.
1942년 남부에서 스탈린그라드 전투가 벌어졌을 때 그는 게오르기 주코프 소련 육군 최고 사령관 대리와 천왕성작전을 계획했다. 소련군 110만명이 비밀리에 스탈린그라드의 남부와 북부에 모이기 시작했다. 11월 18일에 소련군이 대규모반격을 개시하여 헝가리군과 이탈리아군을 격퇴시키고 독일 제 6군을 포위해버렸다. 12월에 에리히 만슈타인 원수가 이끄는 독일군이 겨울폭풍작전으로 독일 6군을 구출하기 위하여 스탈린그라드 40km까지 왔지만 돈강 북부에서 소련군이 대규모 반격을 해버리는 바람에 후퇴했다. 이후 그는 소련 원수로 진급했다.
1943년에 소련군의 반격이 시작되자 바실렙스키는 돈 강 상류, 도네츠 지대, 크림반도, 벨라루스, 발트연안국에 대한 소련군 공세를 입안하고 조정하여, 1945년 4월의 쾨니히스베르크의 점령으로 전쟁을 마쳤다. 1945년 7월에 그는 소련군 극동최고사령관에 임명되어 만주 전략공세작전을 지휘하고 만주지역과 한반도 북부에 주둔중인 일본군의 항복을 받았다. 전쟁 이후 그는 소련의 국방장관이 되었다. 흐루쇼프가 집권한 이후, 바실렙스키는 실권을 잃고 결국 1959년 사실상 은퇴하였다. 1977년 12월 생존 최고령 원수였던 바실렙스키는 죽은 후 국가에 대한 기여가 인정되어 크레믈린 벽의 묘역에 안장되었다.